# Selenops bullerengue
Selenops bullerengue — вид аранеоморфних павуків родини настінних павуків-крабів (Selenopidae). Описаний у 2021 році.

## Поширення
Ендемік Колумбії. Поширений у департаментах Болівар і Сукре.

## Опис
Жіночий голотип завдовжки 7,96 мм, а чоловічий паратип — 8,02 мм.